# Frans Rijckhals

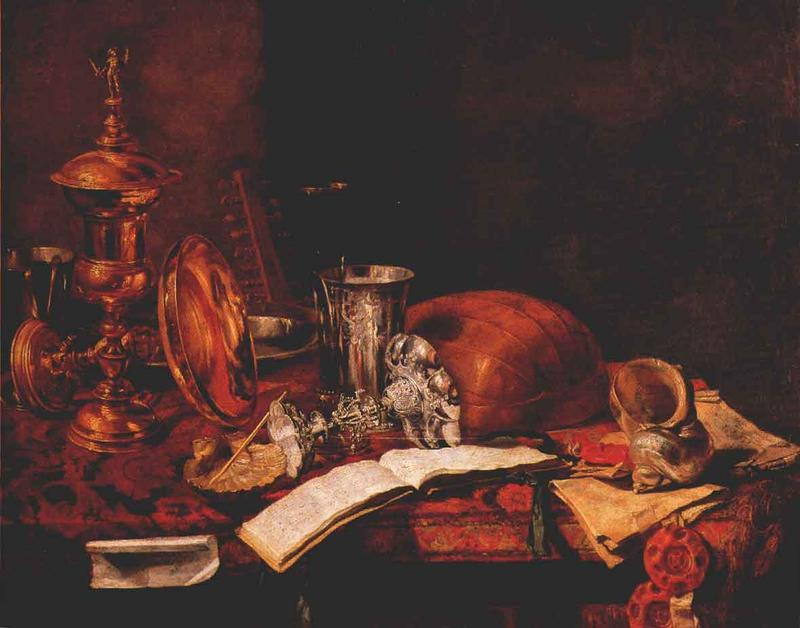
Martwa natura, Musée des Beaux-Arts, Dunkierka

Frans Rijckhals (ochrzczony 3 maja 1609 w Middelburgu, pochowany 29 lipca 1647 tamże) – holenderski malarz barokowy.
Mało poznany malarz związany przez całe życie z Middelburgiem, tworzył martwe natury, sceny rodzajowe i pejzaże. Najbardziej znany jest z przedstawień chłopskich chałup z charakterystyczną martwą naturą na pierwszym planie. Jego twórczość zbliżona jest do dzieł Egberta van der Poela i malarzy tzw. rotterdamskiej grupy Teniersa, szczególnie Hendricka Sorgha i Cornelisa Saftlevena. Znanych jest tylko dwadzieścia prac tego artysty.
W Muzeum Narodowym w Warszawie znajduje się obraz Wyprawa na strych z 1637 roku.